# Tarzan et l'Arc-en-ciel
Pour plus de détails, voir Fiche technique et Distribution.
Tarzan et l'Arc-en-ciel (espagnol : Tarzán y el arco iris ; italien : Tarzan e la pantera nera) est un film d'aventures italo-espagnol réalisé par Manuel Caño et sorti en 1972.

## Synopsis
Après la mort d'un souverain, la tradition veut que le nouveau souverain doive relever une série de défis difficiles tout en concourant avec d'autres aspirants. L'un d'entre eux, un jeune prince, Nasu, s'engage dans le concours, mais des malfaiteurs planifient la mort du jeune prince. Tarzan le protège tout en veillant à ce qu'il remplisse les épreuves.

## Fiche technique
- Titre français : Tarzan et l'Arc-en-ciel[1]
- Titre original espagnol : Tarzán y el arco iris
- Titre italien : Tarzan e la pantera nera
- Réalisation : Manuel Caño
- Scénario : Santiago Moncada, Dario Sabatello (it)
- Photographie : Marcello Masciocchi
- Musique : Sante Maria Romitelli
- Production : Dario Sabatello
- Sociétés de production : Produzione DS, Cita Films
- Format : couleurs par Eastmancolor - 2,35:1 - Son mono - 35 mm
- Pays de production :  Espagne -  Italie
- Langue originale : espagnol, italien
- Genre : film d'aventures
- Durée : 86 minutes
- Dates de sortie : 
  - Philippines : 19 juin 1972
  - Espagne : 21 août 1972
  - Italie : 24 février 1973

## Distribution
- Stjepan Šipek (sh) (sous le nom de « Steve Hawkes ») : Tarzan
- Peter Lee Lawrence : Richard
- Ángel del Pozo (es) : Bob
- Agata Flori : Hélène
- Ricardo Rodríguez : Ukala
- Kitty Swan : Irula
- Robin Aristorenas (en) : Prince Nasu